# تپه قلعه دوشی
تپه قلعه دوشی مربوط به سده‌های اولیه دوران‌های تاریخی پس از اسلام است و در شهرستان نمین، بخش مرکزی، روستای جله کران واقع شده و این اثر در تاریخ ۲۳ شهریور ۱۳۸۲ با شمارهٔ ثبت ۱۰۰۳۱ به‌عنوان یکی از آثار ملی ایران به ثبت رسیده است.